# Pombalia parviflora
Pombalia parviflora (L.f.) Paula-Souza – gatunek roślin z rodziny fiołkowatych (Violaceae). Występuje naturalnie w Kolumbii, Wenezueli, Ekwadorze, Peru, Boliwii oraz Brazylii (w stanach Goiás, Minas Gerais, São Paulo, Paraná, Rio Grande do Sul i Santa Catarina), Paragwaju, Urugwaju, Argentynie oraz Chile. 

## Morfologia
PokrójRoślina jednoroczna lub bylina dorastająca do 30–50 cm wysokości.
LiścieBlaszka liściowa ma kształt od eliptycznego do lancetowatego do podługowatego. Mierzy 0,3–3 cm długości oraz 0,2–1,5 cm szerokości, jest piłkowana na brzegu, ma ostrokątną lub tępą nasadę i ostry lub tępy wierzchołek. Przylistki są lancetowate i osiągają 1–2 mm długości. Ogonek liściowy jest nagi i ma 1–4 mm długości.
KwiatyPojedyncze, wyrastające z kątów pędów. Mają działki kielicha o kształcie od owalnego do lancetowatego. Płatki są od podługowatych do lancetowatych, mają białą barwę oraz 1–2 mm długości, przedni jest deltoidalny i mierzy 2–4 mm długości. Pręcików jest 5.
OwoceTorebki mierzące 3-4 mm długości, o kształcie od jajowatego do kulistego.

## Biologia i ekologia
Rośnie w lasach, zaroślach, na nieużytkach oraz polach uprawnych